# Copa Bicentenário de Showbol
A Copa Bicentenário de Showbol é uma competição de showbol com os países da América.